# Triptyque des Miracles du Christ
Le Triptyque des Miracles du Christ est un triptyque brabançon de la fin du XVe siècle conservé au Musée national du Victoria à Melbourne. En position ouverte, ses trois panneaux représentent plusieurs miracles de Jésus. L’œuvre, non signée, est attribuée à la collaboration d'au moins trois maîtres anonymes des Pays-Bas bourguignons actifs à Bruxelles à la fin du XVe siècle.

## Description
Doté d'un cadre réalisé en 1922 à Londres par Francis Draper d'après un dessin de l'architecte William Henry Romaine-Walker, le triptyque est peint à l'huile sur trois panneaux de bois. Le panneau central mesure 114 centimètres de haut sur 83,5 de large. Les panneaux latéraux mesurent 113 centimètres de haut et 37 de large. Le triptyque ouvert mesure environ 122 centimètres de haut sur 184 de large.

### Panneau central
Le panneau central représente principalement le miracle christique de la multiplication des pains et des poissons.
Deux autres miracles sont également représentés en arrière-plan. Du côté gauche, on voit, près d'un barque, Jésus bénissant un homme agenouillé devant lui. Il s'agit de l'épisode de l'Évangile selon Matthieu qui précède immédiatement celui du miracle des pains et des poissons : « À cette nouvelle [de la décollation de Jean Baptiste], Jésus partit de là dans une barque, pour se retirer à l'écart dans un lieu désert; et la foule, l'ayant su, sortit des villes et le suivit à pied. Quand il sortit de la barque, il vit une grande foule, et fut ému de compassion pour elle, et il guérit les malades ». Du côté droit, on voit le miracle de la marche sur les eaux.
Au sommet du panneau, les nuages s'ouvrent pour laisser apparaître, sur un fond d'or, la figure en buste et radieuse de Dieu. Entouré d'anges en prières et coiffé d'une tiare, Dieu regarde les personnages situés en contrebas et leur adresse un signe de bénédiction de sa main droite tout en tenant un globe crucifère dans sa main gauche.
Plusieurs personnages semblent être des portraits. Si la présence d'un portrait d'Isabelle de Portugal (1397-1471) (femme à la « coiffure en papillon » et à la robe bleue assise dans la rangée de droite), relevée par Seymour de Ricci, est généralement admise, les autres propositions d'identification sont moins évidentes. L'homme à la coiffe verte et au vêtement de brocard gris assis juste à droite du centre du panneau a été identifié au duc de Brabant Jean IV. Selon la même hypothèse, fondée sur les dessins des Mémoriaux d'Antoine de Succa et cohérente avec la présence d'autres ducs de Brabant sur le volet de gauche, le voisin de Jean IV pourrait être son successeur Philippe de Saint-Pol. Selon l'historienne de l'art Catheline Périer-D'Ieteren, le personnage au bonnet noir assis au début de la rangée de gauche, vers le coin inférieur gauche du tableau, pourrait être un autoportrait. La femme vêtue de blanc assise à côté de lui est une dérivation assez directe du personnage de Marie Madeleine figurant dans une Lamentation des années 1460 conservée à la Mauritshuis de La Haye et attribuée à l'atelier de Rogier van der Weyden.
| |  |
| Gauche : détail de la femme vêtue de blanc et de l'autoportrait supposé du peintre. Droite : détail de la Lamentation de La Haye. |  |

Outre ses nombreux personnages, le panneau comporte également un grand nombre d'animaux, dont une mouche peinte en trompe-l'œil sur la draperie de la femme vêtue de blanc.

### Panneau de gauche

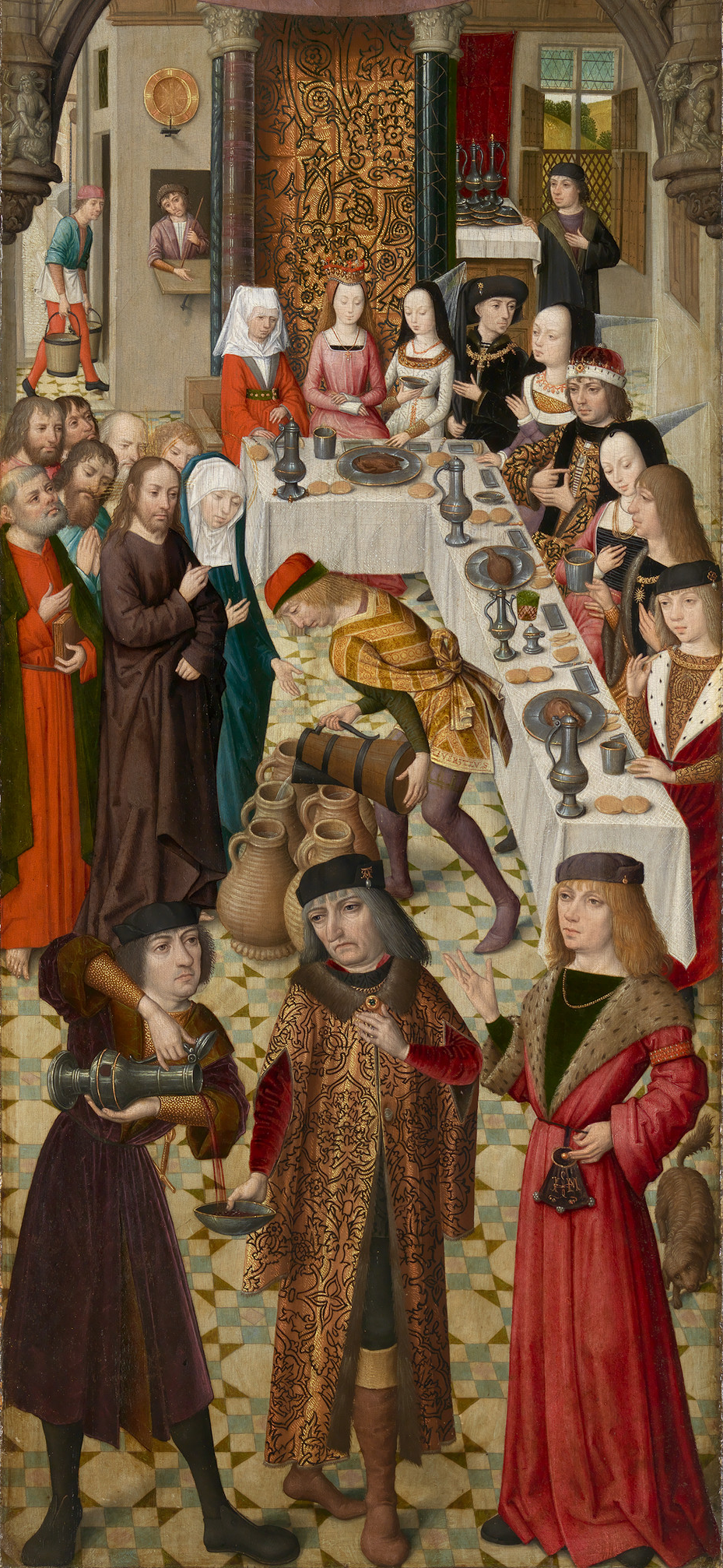
Les Noces de Cana (détail).

Le panneau de gauche représente la scène des Noces de Cana.
Plusieurs des personnages, habillés selon les modes vestimentaires du XVe siècle, présentent les traits de personnalités de la cour de la maison de Bourgogne.
Au premier rang, l'échanson, le maître de cérémonie et le jeune marié, ont été respectivement identifiés au comte de Nassau-Dillenbourg Engelbert II de Nassau (1451-1504), à Adolphe de Clèves-Ravenstein (1425-1492) et au fils de ce dernier, Philippe de Clèves (1459-1528). En suivant cette hypothèse, la jeune mariée assise sous le dais serait Françoise de Luxembourg, mariée à Philippe de Clèves en 1485. La position centrale d'Adolphe de Clèves pourrait le désigner comme le commanditaire de l’œuvre. Son bonnet porte l'initiale de son prénom, tandis que l'ourlet du vêtement du serviteur placé derrière lui contient une inscription (RIVERZTEN-S) qui semble évoquer le nom de sa seigneurie de Ravenstein.
Parmi les convives assis autour de la table en L, on peut facilement reconnaître, en bas à droite, le jeune duc de Bourgogne Philippe le Beau (1478-1506), et, cinq places plus loin, son arrière-grand-père Philippe le Bon (1396-1467). Selon cet ordre généalogique, les deux autres hommes situés entre eux seraient, de bas en haut, Maximilien de Habsbourg (1459-1519) et Charles le Téméraire (1433-1477). A l'exception de Philippe le Beau, encore adolescent et célibataire, chaque personnage est accompagné de son épouse.
Étrangement, aucun de ces personnages n'est représenté avec son insigne de membre de l'Ordre de la Toison d'or. L'examen au rayons-X semble cependant montrer que, dans l'état initial du panneau, la Toison pendait bel et bien à la chaîne du jeune duc. En outre, juste au-dessus de ces personnages, la console droite de l'arche qui encadre la scène représente le miracle de Gédéon, qui s'intègre à l'iconographie de l'ordre.
Le personnage au bonnet noir qui se tient debout derrière Philippe le Bon pourrait être un autoportrait.

### Panneau de droite
Le panneau de droite représente, au premier plan, la résurrection de Lazare. Le Christ et ses apôtres sont également représentés à l'arrière-plan, où Jésus bénit l'une des sœurs de Lazare, Marthe ou Marie de Béthanie.

### Triptyque fermé

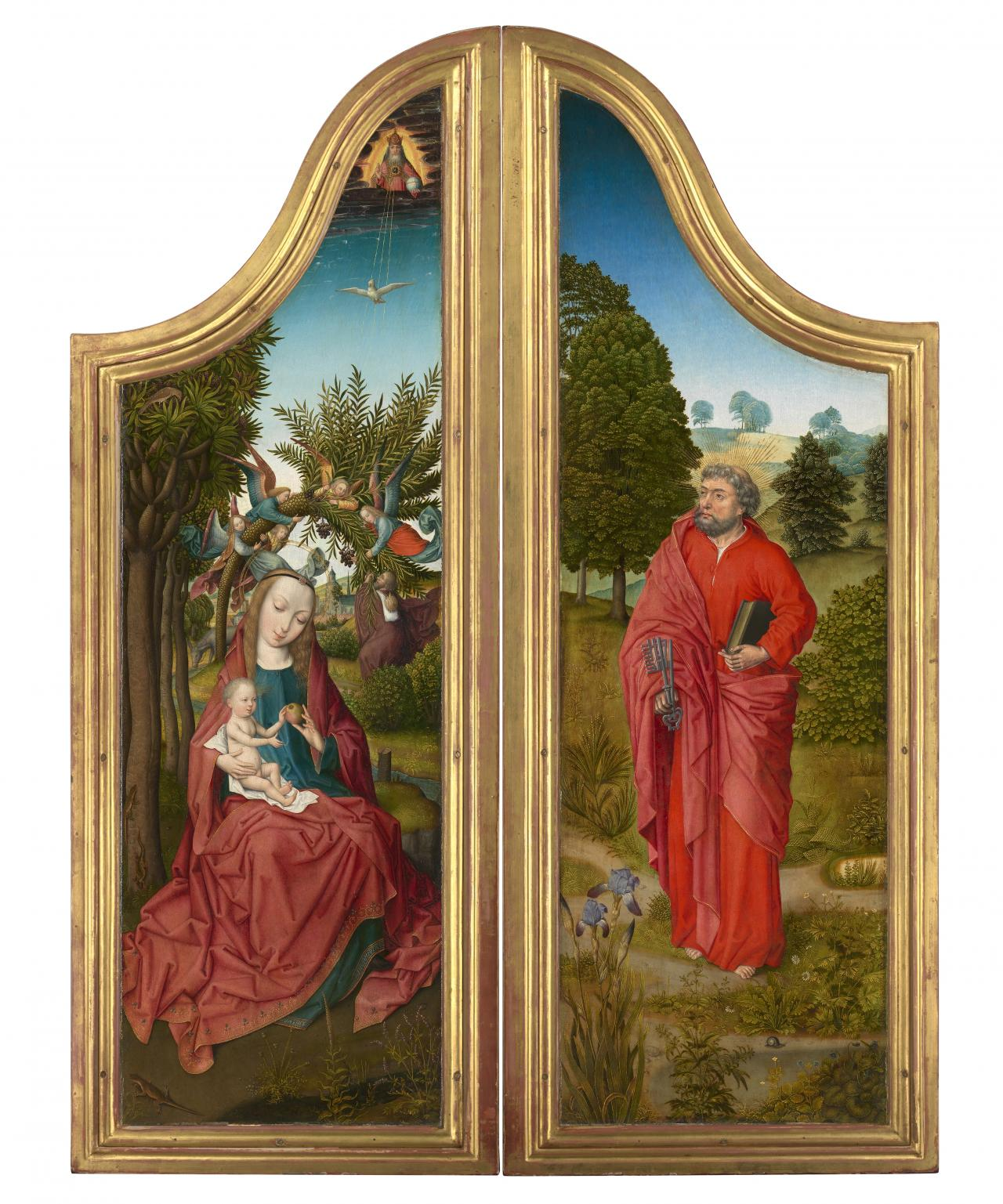
Triptyque fermé : Repos pendant la fuite en Égypte et saint Pierre.

Le revers du volet gauche représente la Vierge Marie, assise sur un banc herbeux, qui offre une pomme à l'Enfant Jésus assis sur ses genoux. Au second plan, quatre anges aident Joseph à faire ployer un palmier. Ce dernier détail, directement emprunté à une gravure de Martin Schongauer (vers 1470-1475) dont sont également issus le dragonnier et les deux lézards visibles à gauche, ainsi que la présence d'un âne, indiquent qu'il s'agit du repos pendant la fuite en Égypte. Au sommet du panneau, on retrouve Dieu bénissant, coiffé ici d'une couronne impériale, dont émanent trois rayons sur lesquels on voit descendre l'Esprit saint sous la forme d'une colombe.
Le revers du volet droit représente saint Pierre, reconnaissable à sa tonsure et aux clés qu'il tient dans sa main droite. Des iris d'Allemagne occupent une place importante du coin inférieur gauche.

## Historique
L’œuvre est mentionnée pour la première fois en 1866, dans un ouvrage de Gustav Friedrich Waagen. Elle appartenait à cette époque à la collection viennoise de Friedrich Jakob Gsell. Mise en vente en 1872, elle fut acquise par le marchand d'art Charles Sedelmeyer. Au début du siècle suivant, elle appartenait à Lady Leyland, de Londres, qui s'en sépara en 1922. Le triptyque fut alors vendu, par l'intermédiaire de l'architecte William Henry Romaine-Walker, au critique d'art Frank Rinder, qui agissait pour le compte du Musée de Melbourne grâce aux fonds de la fondation Felton.
Le vernis qui recouvrait l’œuvre a été remplacé dès 1957. Les cinq peintures ont été nettoyées et restaurées entre 2012 et 2013.

## Attribution et datation
Dans le catalogue de la vente Gsell de 1872, le triptyque était daté vers 1470. La notice du lot reprenait une affirmation de Gsell, qui attribuait le volet gauche à Hans Memling sur la base de deux lettres brodées sur l'aumônière du personnage du coin inférieur droit (Philippe de Clèves) des Noces de Cana. Or cette inscription, alors interprétée comme un monogramme « H. M. », doit en réalité être lue « I†M » et ne serait qu'un simple motif décoratif. Waagen, renseigné par Alfred Woltmann, considérait quant à lui que le triptyque était dû à l'« école de Van Eyck ».
En 1922, dans un article coécrit avec Seymour de Ricci, Martin Conway fut le premier auteur à constater que les trois panneaux étaient dus à plusieurs peintres différents.
Quelques années plus tard, Friedrich Winkler et Max Jakob Friedländer attribuèrent le panneau central au Maître de la Légende de sainte Catherine. Cette opinion a fait durablement consensus et n'a pas été remise en cause, contrairement à la proposition de Friedländer visant à identifier ce maître anonyme à Pieter van der Weyden, fils de Rogier.
Les paternités respectives des différentes faces des volets latéraux ont quant à elles été beaucoup discutées, la délimitation des corpus des différents maîtres anonymes faisant toujours l'objet de débats complexes.
La Résurrection de saint Lazare est attribuable au Maître de la Légende de sainte Barbe, identifiable à Aert van den Bossche, documenté en 1490 pour la réalisation du Martyre des saints Crépin et Crépinien (Musée de la ville de Bruxelles). Le revers, avec saint Pierre, pourrait être issu du même atelier et attribué au Maître au feuillage en broderie, qui semble être un proche collaborateur du Maître de la Légende de sainte Barbe.
Le panneau des Noces de Cana a été attribué par Friedländer au Maître des Portraits princiers. Catheline Périer-D'Ieteren a soutenu cette opinion en se fondant sur des comparaisons techniques et stylistiques. Les portraits contenus sur ce panneau fournissent des indices quant à sa datation. L'absence d'une épouse aux côtés de Philippe le Beau incite à placer la création de l’œuvre avant le mariage du duc de Bourgogne avec Jeanne de Castille, conclu en 1495. Plus précisément, l'âge apparent de Philippe et la présence d'Adolphe de Clèves, mort en 1492, tendent à dater le triptyque autour de cette dernière année. Cette datation a été proposée par Catheline Périer-D'Ieteren, qui a émis une hypothèse quant à l'absence ou à la suppression des insignes de la Toison d'or : lors du chapitre de l'ordre tenu à Malines en 1491, il fut proposé de radier Adolphe de Clèves en raison de ses liens avec les opposants à Maximilien de Habsbourg, grand maître de l'ordre. Le seigneur de Ravenstein aurait dès lors décidé de ne plus arborer la Toison d'or.
La Vierge à l'Enfant du Repos pendant la fuite en Égypte est proche d'une œuvre conservée à la Gemäldegalerie de Berlin et attribuée au Maître de la Légende de sainte Marie-Madeleine. Cependant, selon Stéphanie Deprouw-Augustin, cette dernière œuvre serait due au Maître des Portraits princiers, qui aurait donc réalisé les deux faces du volet. La confusion viendrait de la proximité, dans les années 1490, de ces deux maîtres. La même historienne propose d'identifier le Maitre des Portraits princiers à Jean Beugier d'Amiens et le Maître de la Légende de sainte Marie-Madeleine à Bernard van der Stockt (vers 1460-1538), fils de Vrancke van der Stockt, qui pourrait être le Maître de la Légende de sainte Catherine.
L'hétérogénéité stylistique du triptyque a conduit divers auteurs, comme Friedländer puis Jean Rivière, a penser que les volets latéraux auraient pu être réalisés, au gré d'un changement de propriétaire, plusieurs années après le panneau central, que Rivière a daté d'environ 1477. Cependant, il est probable que les trois panneaux aient été réalisés presque simultanément ou à peu de temps d'intervalle, au sein de l'atelier bruxellois de Van der Stockt, entre la seconde moitié des années 1480 et la première moitié des années 1490.